# La Maladie d'amour (chanson)
Pour l'album, voir La Maladie d'amour (album).
Pour les articles homonymes, voir Maladie d'amour (homonymie).
Singles de Michel Sardou
Un enfant
(1972) Les Vieux Mariés
(1973)
Pistes de La Maladie d'amour
Interdit aux bébés
(11)
La Maladie d'amour est une chanson de Michel Sardou sortie le 3 juillet 1973 puis parue sur l'album du même nom en 1973. Elle fait partie des plus grands succès de la carrière du chanteur, ainsi que des années 1970 en France.
Il s'agit de la quatrième chanson la plus vendue de l'artiste, puisque le titre s'est écoulé à plus d'un million d'exemplaires, derrière Les Lacs du Connemara (1981), En chantant (1978) et Dix ans plus tôt (1977). Elle est d'ailleurs restée au sommet du hit-parade pendant dix semaines. Sa mélodie utilise la ligne harmonique du Canon de Pachelbel.

## Versions
Succès populaire considérable dès sa sortie, cette chanson sera ainsi présente dans la plupart des tours de chant du chanteur. Les concerts Olympia 75, Olympia 76, Palais des congrès 78, Palais des congrès 81, Vivant 83, Bercy 91, Bercy 98, Live 2005 au Palais des sports, Zénith 2007, Live 2013 - Les grands moments à l'Olympia et La Dernière Danse en sont le témoignage. Michel Sardou modifiera le rythme de la chanson au fil du temps dont il baissera le tempo.
Sardou enregistre une version espagnole de la chanson en 1981 sur des paroles de Rafael Gayoso Piñeiro, intitulée El mal de amor et parue sur son album Canta en español.
La Maladie d'amour a été reprise par Hervé Vilard sur son album Les chansons que j'aime en 1984, et dans l'adaptation en espagnol El mal de amor par le chanteur vénézuélien Pecos Kanvas sur son album Que quieres de mi en 1982.

## Accueil commercial
Le single, qui s'écoule à plus d'un million d'exemplaires, est le plus grand succès de l'année 1973 en France.

## Classements et certifications
| Classement (1973)                       | Meilleure position |
| --------------------------------------- | ------------------ |
| Belgique (Wallonie Ultratop 50 Singles) | 1                  |
| France (IFOP)                           | 1                  |
| Québec (Palmarès francophone)           | 2                  |
| Suisse romande (RSR)                    | 8                  |

| Classement (1973) | Position |
| ----------------- | -------- |
| France (SNEP)     | 1        |

| Pays          | Certification | Date | Ventes certifiées |
| ------------- | ------------- | ---- | ----------------- |
| France (SNEP) | Or            | 1973 | 1 000 000         |

## Dans la culture populaire
- Viva Palombia ! [10]